# Xestospongia bergquistia
Xestospongia bergquistia är en svampdjursart som beskrevs av Fromont 1991. Xestospongia bergquistia ingår i släktet Xestospongia och familjen Petrosiidae. Inga underarter finns listade i Catalogue of Life.